# Niklas Holzberg
Niklas Holzberg (* 24. Juni 1946 in Dillingen an der Donau) ist ein deutscher Altphilologe.
Nach einem Studium der Klassischen Philologie wurde er 1972 mit der Dissertation „Menander. Untersuchungen zur dramatischen Technik“ an der Universität Erlangen promoviert und ebendort 1979 habilitiert. 1982 erhielt er den Förderungspreis der Stadt Nürnberg. Von 1983 bis zu seiner Pensionierung 2011 war er Professor an der Universität München (seit 1988 C3-Professor). Zu seinen Forschungsschwerpunkten gehören antike Erzählprosa und erotische Lyrik. Niklas Holzberg wohnt in München.

## Schriften
Seine bekannteste Veröffentlichung ist die Abhandlung Der antike Roman (1. Auflage 1986, 2. Auflage 2001, 3. Auflage 2006), die 1995 ins Englische, 1998 ins Niederländische, 2003 ins Polnische und 2004 ins Slowenische übersetzt wurde. Beachtung fanden auch seine Biographien über die römischen Dichter Catull, Ovid, Vergil und Horaz.
- Menander. Untersuchungen zur dramatischen Technik (= Erlanger Beiträge zur Sprach- und Kunstwissenschaft. Band 50). Carl, Nürnberg 1974, ISBN 3-418-00050-9.
- Willibald Pirckheimer. Griechischer Humanismus in Deutschland (= Humanistische Bibliothek. Reihe I, Band 41). Fink, München 1981, ISBN 3-7705-1889-6.
- Der antike Roman. Eine Einführung (= Artemis Einführungen. Band 25). Artemis, München/Zürich 1986, ISBN 3-7608-1325-9 (Neuauflagen 2001, 2006).
- Martial (Heidelberger Studienhefte zur Altertumswissenschaft). Carl Winter, Heidelberg 1988, ISBN 3-533-04004-6.
- Die römische Liebeselegie. Eine Einführung. Wissenschaftliche Buchgesellschaft, Darmstadt 1990, ISBN 3-534-10421-8 (Neuauflagen 2002, 2006, 2009, 2011, 2015).
- Die antike Fabel. Eine Einführung. Wissenschaftliche Buchgesellschaft, Darmstadt 1993, ISBN 3-534-11633-X (Neuauflagen 2001, 2012).
- Ovid. Dichter und Werk. C. H. Beck, München 1997, ISBN 3-406-41919-4 (Neuauflagen 1998, 2005, 2016).
- Catull. Der Dichter und sein erotisches Werk. C. H. Beck, München 2002, ISBN 3-406-48531-6 (Neuauflagen 2002, 2003).
- Martial und das antike Epigramm. Wissenschaftliche Buchgesellschaft, Darmstadt 2002, ISBN 3-534-15083-X (Neuauflage 2012).
- Vergil. Der Dichter und sein Werk. C. H. Beck, München 2006, ISBN 3-406-53588-7.
- Ovids Metamorphosen. C. H. Beck, München 2007, ISBN 978-3-406-53621-2 (Neuauflage 2016).
- Horaz. Dichter und Werk. C. H. Beck, München 2009, ISBN 978-3-406-57962-2.
- Aristophanes. Sex und Spott und Politik. C. H. Beck, München 2010, ISBN 978-3-406-60592-5.
- Tibull: Liebeselegien (= Sammlung Tusculum). Artemis & Winkler, Mannheim 2011. ISBN 978-3-538-03543-0 (Latein, deutsch).

Hinzu kommen zahlreiche ein- wie vor allem zweisprachige Ausgaben antiker Werke.